# Ein idealer Gatte (1935)
Ein idealer Gatte ist eine Filmkomödie des Regisseurs Herbert Selpin aus dem Jahr 1935. Die Literaturverfilmung basiert auf dem gleichnamigen Bühnenstück (1894) des irischen Schriftstellers Oscar Wilde. In der Hauptrolle verkörpert Karl Ludwig Diehl den englischen Diplomaten Lord Robert Chiltern, dem eine frühere Affäre zum Verhängnis zu werden droht.

## Handlung
In einer begehrten Wohnlage in einer der besten Gegenden Londons steht die Villa des englischen Diplomaten Robert Chiltern. Anlässlich des Geburtstages seiner Gattin, Lady Gertrud, findet dort ein Empfang statt, auf dem wichtige Persönlichkeiten erscheinen. Zum Leidwesen des Diplomaten erscheint auch die attraktive Gloria Cheveley, mit der er in früheren Zeiten verlobt war. Robert Chiltern ahnt, dass ihr Erscheinen nichts Gutes bedeutet. Seine Vorahnung wird wahr, als Gloria ihm darlegt, dass sie im Besitz eines Briefes ist, dessen Inhalt ihm Schwierigkeiten bereiten wird, sollte er öffentlich bekannt werden. Sie verlangt von ihm, ein Projekt vor der zuständigen Industriekammer in ihrem Sinne zu unterstützen, andernfalls würde sie den Brief veröffentlichen.
Robert lehnt diese Forderung zunächst ab, er glaubt an einen Betrugsversuch seiner früheren Verlobten und ist fest der Meinung, dass sie sich auf seine Kosten bereichern will, ohne einen wirklichen Grund dafür auf der Hand zu haben. Allerdings bedenkt er auch die Folgen, wenn der Inhalt des Briefes veröffentlicht werden würde. Unter Umständen wäre seine Ehe mit Lady Gertrud in Gefahr. Im schlimmsten Fall könnte seine gesamte Existenz bedroht sein.
Da Robert nicht auf die Forderung eingeht, zeigt Gloria den Inhalt des Briefes seiner Gattin Lady Gertrud, welche sich in der Folge zunächst schockiert von ihrem Gatten abwendet. Lady Gertrud trifft sich anschließend heimlich mit Gloria und erklärt ihr, wie sehr sie ihren Mann liebt. Gloria, überwältigt von dieser Liebesbekundung, übergibt Gertrud den Brief, den diese wiederum ihrem Mann übergibt.
Zwar ist Robert zwischenzeitlich von seinem Posten als Diplomat zurückgetreten, in der Folge schließen sich Robert und Gertrud jedoch in die Arme und der Film gelangt zu einem Happy End.

## Erscheinungstermine und abweichende Filmtitel
Der Film wurde am 6. September 1935 in Berlin uraufgeführt. Weitere Erscheinungstermine (im Ausland) waren der 2. Januar 1936 in den Niederlanden (dort unter dem Titel Een ideaal echtgenoot), der 18. Mai 1936 in Dänemark (dort unter dem Titel Den ideale Ægtemand) und der 10. Januar 1937 in den USA (dort unter dem Titel An Ideal Husband). In den spanischen Kinos wurde der Film unter dem Titel Un marido ideal gezeigt und in Österreich wurde der Originaltitel Ein idealer Gatte verwendet.

## Produktionsnotizen
Die Dreharbeiten fanden von Ende Februar bis Ende März 1935 in Berlin-Marienfelde (Atelier) und London (Außenaufnahmen) statt. Herbert Maisch assistierte dem Regisseur Herbert Selpin; Rudolf Brix war Standfotograf dieser Produktion. Harry Dettmann übernahm die Produktionsleitung. Artur Günther war gemeinsam mit Benno von Arent für die Filmbauten zuständig. Nach nur knapp zehn Jahren Kinotätigkeit trat Brigitte Helm in diesem Film das letzte Mal vor der Kamera auf, danach zog sie sich ins Privatleben zurück.

## Filmzensur
Das NS-Regime überprüfte den Film auf eventuell dem Regime abträgliche Inhalte und legte ihm mit dem Beschluss B.39846 im Rahmen der damals üblichen Filmzensur am 4. August 1935 ein Jugendverbot auf.

## Kritiken
„Wer einen Film sucht, der fröhlich, amüsant und witzig ist, wird als Fan des Genres Komödie auf seine Kosten kommen.“